# Ганиев, Изатулло Наврузович
Изатулло Наврузович Ганиев (Изатулло Ғаниев) — таджикистанский учёный в области физикохимии металлов, доктор химических наук (1991), профессор (1994), академик Академии наук Таджикистана (2008).
Родился 19 марта 1948 года в селе Вешканди Айни Согдийской области Таджикской ССР в семье служащего.
Окончил школу-интернат № 1 имени Айни (1965, с золотой медалью), Таджикский политехнический институт (1970) по специальности «Химическая технология неядерных веществ и минералов» и аспирантуру Института химии АН Таджикской ССР (1974). Работал там же младшим и старшим научным сотрудником.
В 1976 году защитил кандидатскую диссертацию по специальности «Металлургия цветных металлов».
С 1981 г. по настоящее время зав. лабораторией коррозии металлов Института химии АН РТ, в 1996—2000 зам. директора по науке.
В 1991 году защитил докторскую диссертацию по специальности «Неорганические химические вещества». В 1994 году присвоено звание профессора.
С 2005 по 2010 год академик-секретарь Отделения физико-математических наук, химии, геологии и технологий АН Республики Таджикистан. С 2007 по 2012 год заведующий кафедрой «Технология электрохимического производства», с 2013 года её профессор-консультант. Зав. лабораторией «Коррозионностойкие материалы» Института химии им. В.И. Никитина АН РТ
Член-корреспондент (1997), академик (2008) АН Таджикистана.

## Научные работы
Соавтор публикаций:
- Модифицирование силуминов стронцием. Минск, 1985. 143 с.
- Диаграммы состояния двойных и тройных систем с участием бария и стронция Душанбе, 1992. 295 с.
- Металлургия кальция и его сплавов. Душанбе, 2000. 178 с.
- Металлургия стронция и его сплавов. Душанбе, 2000. 190 с.
- Сплавы алюминия с редкоземельными металлами. Душанбе, 2004. 190 с.
- Анодные сплавы алюминия с марганцем, железом и редкоземельными металлами. Душанбе, 2008. 262 с.
- Физикохимия алюминиевых сплавов с бериллием и редкоземельными металлами. Душанбе, 2011. 284 с.
- Коррозия сплава Al + 2,18 % Fe, легированного элементами подгруппы галлия. Германия, 2011. 144 с.
- Сплавы алюминия с железом и РЗМ цериевой подгруппы. Германия, 2011. 108 с.
- Коррозия двойных сплавов алюминия с элементами периодической системы. Германия, 2011. 208 с.
- Коррозия сплава Al + 2,18 % Fe, легированного элементами подгруппы иттрия. Германия, 2011. 100 с.
- Анодное поведение и окисление сплавов систем Zn5Al-ЩЗМ и Zn55Al-ЩЗМ. Германия, 2011. 156 с.
- Анодное поведение и окисление сплава Al+0.2 % Mg с РЗМ. Германия, 2012. 108 с.
- Анодные защитные цинк-алюминиевые покрытия с бериллием и магнием. Германия, 2012. 178 с.
- Анодные сплавы алюминия с железом и редкоземельными металлами. Германия, 2012. 100 с.
- Повышение анодной устойчивости свинца легированием ЩЗМ. Германия, 2012. 90 с.
- Анодные защитные цинк-алюминиевые покрытия с элементами II группы. Германия, 2012. 288 с.
- Коррозия алюминиево-магниевых сплавов с щелочноземельными металлами. Германия, 2012. 132 с.
- Коррозия алюминиево-литиевых сплавов с щелочноземельными металлами. Германия, 2012. 100 с.
- Сплавы алюминия с железом, РЗМ и элементами подгруппы галлия. Германия, 2012. 256 с.
- Физикохимия сплавов лития с РЗМ и алюминием. Германия, 2012. 80 с.
- Коррозия алюминиево-бериллиевых сплавов с щелочноземельными металлами. Германия, 2012. 96 с.
- Анодные защитные цинк-алюминиевые покрытия с бериллием и магнием. Германия, 2012. 178 с.
- Анодные сплавы алюминия с железом и редкоземельными металлами. Германия, 2012. 100 с.
- Повышение анодной устойчивости свинца, легированием ЩЗМ. Германия, 2012. 90 с.
- Анодные защитные цинк-алюминиевые покрытия с элементами II группы Германия, 2012. 288 с.
- Коррозия алюминиево-магниевых сплавов с щелочноземельными металлами. Германия, 2012. 132 с.
- Коррозия алюминиево-литиевых сплавов с щелочноземельными металлами. Германия, 2012. 100 с.
- Сплавы алюминия с железом, РЗМ и элементами подгруппы галлия. Германия, 2012. 256 с.
- Физикохимия сплавов лития с РЗМ и алюминием. Германия, 2012. 80 с.
- Коррозия алюминиево-бериллиевых сплавов с щелочноземельными металлами. Германия, 2012. 96 с.
- Теплофизические и термодинамические свойства сплавов свинца с ЩЗМ. Германия, 2013. 66 с.
- Цинк-алюминиевые защитные покрытия нового поколения. Германия, 2013. 138с.
- Физикохимия сплавов свинца с щелочноземельными металлами. Германия, 2013. 152с.
- Физикохимия цинк-алюминиевых сплавов с редкоземельными металлами. Душанбе, 2015. 334 с.
- Сплавы свинца с щелочноземельными металлами. Душанбе, 2015. 168 с.
- Физикохимия сплава АМг2 с редкоземельными металлами ИО. Д., 2016. 153 с.
- Физикохимия сплава Аl+2.18 %Fe с редкоземельными металлами ИОД., 2016. 115 с.
- Сплавы особочистого алюминия с редкоземельными металлами. Душанбе, ҶДММ «Сармад Компания» 2017. 146 с.
- Алюминиевый сплав АЖ2.18 с оловом, свинцом и висмуто м. Душанбе, ИО. 2018. 134 с.